# Galaktisk halo

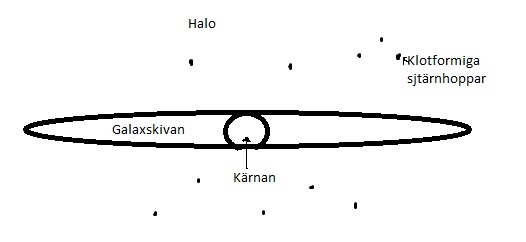
Galaktisk halo

En galaktisk halo är området i en galax utanför en galaxskiva där stjärnhopar och olika objekt roterar runt galaxens centrum.  De objekt som har hittats i den galaktiska halon är klotformiga stjärnhopar och tunn gas. Detta förekommer bara runt spiralgalaxer, inklusive Vintergatan.
Skillnaden mellan halon och galaxens huvuddel är tydligast i spiralgalaxer, där halons sfäriska form står i kontrast till den platta skivan. I en elliptisk galax finns det ingen skarp övergång mellan galaxens andra komponenter och halon.
En halo kan studeras genom att observera dess effekt på ljusets passage från avlägsna ljusa objekt som kvasarer som befinner sig i siktlinje bortom den aktuella galaxen.

## Komponenter i den galaktiska halon

### Stjärnhalo
Stjärnhalon är en nästan sfärisk population av fältstjärnor och klotformiga stjärnhopar. Den omger de flesta skivgalaxer såväl som vissa elliptiska galaxer av typ cD. En liten mängd (ungefär en procent) av en galaxs stjärnmassa finns i stjärnhalon, vilket innebär att dess luminositet är mycket lägre än andra komponenter i galaxen. Vintergatans sfäriska halo tros ha en radie på 50 000 ljusår. Gasen som finns i Vintergatans halo är en källa till radiostrålning.
Vintergatans stjärnhalo innehåller klotformiga stjärnhopar, RR Lyrae-stjärnor med låg metallicitet och subdvärgar. I vår stjärnhalo tenderar stjärnorna att vara gamla (de flesta är äldre än 12 miljarder år) och metallfattiga, men det finns också halostjärnhopar med observerat metallinnehåll som liknar skivstjärnor. Halostjärnorna i Vintergatan har en observerad radiell hastighetsspridning på cirka 200 kilometer per sekund och en låg genomsnittlig rotationshastighet på cirka 50 km/s. Stjärnbildningen i Vintergatans stjärnhalo upphörde för länge sedan.

### Galaktisk korona
En galaktisk korona är en gasfördelning som sträcker sig långt bort från galaxens centrum. Den kan upptäckas genom det distinkta emissionsspektrum den avger, vilket visar närvaron av atomärt neutralt väte (H I-regionen, uttalas "H-ett") och andra egenskaper som kan detekteras med röntgenspektroskopi.

### Mörk materia-halo
MACHO (Massive Compact Halo Objects) är objekt som kan vara kandidater till mörk materia, som kan förklara rotationskurvan i Vintergatan och kanske i andra galaxer. Mörk materia delar man in i två typer: baryoner och icke-baryoner. Baryonisk materia består av bruna dvärgar, kalla neutrala vätgas-moln, stora planeter, neutronstjärnor och svarta hål. Man tror att MACHO består av baryonisk materia som svarta hål, bruna dvärgar eller neutronstjärnor, medan kandidaterna till icke-baryonisk mörk materia är neutrinon och hypotetiska partiklar som till exempel axioner och WIMP:ar. Mörk materiahalos natur är ett viktigt område i aktuell forskning inom kosmologi, särskilt dess relation till galaxbildning och utveckling.
Navarro-Frenk-White-profilen är en allmänt accepterad densitetsprofil för halon av mörk materia som bestäms genom numeriska simuleringar. Den representerar massdensiteten för halon av mörk materia som en funktion av {\displaystyle r}, avståndet från galaktiska centrumet:
{\displaystyle \rho (r)={\frac {\rho _{\text{crit}}\delta _{c}}{(r/r_{s})(1+r/r_{s})^{2}}}}
där {\displaystyle r_{s}} är en karakteristisk radie för modellen, {\displaystyle \rho _{\text{crit}}=3H^{2}/8\pi G} är den kritiska densiteten (med {\displaystyle H} är Hubbles konstant), och {\displaystyle \delta _{c}} är en dimensionslös konstant. Den osynliga halokomponenten kan dock inte utvidgas med denna densitetsprofil i all oändlighet, vilket skulle leda till en divergerande integral vid beräkning av massa. Den ger dock en ändlig gravitationspotential för alla  {\displaystyle r}. De flesta mätningar som kan göras är relativt okänsliga för den yttre halans massfördelning. Detta är en konsekvens av Newtons lagar, som säger att om halons form är sfäroidal eller elliptisk kommer det inte att finnas någon nettogravitationseffekt från halons massa på avstånd {\displaystyle r} från galaktiska centrumet på ett objekt som är närmare galaktiska centrumet än {\displaystyle r}. Den enda dynamiska variabeln relaterad till halons utbredning som kan begränsas är flykthastigheten. De snabbast rörliga stjärnobjekten som fortfarande är gravitationellt bundna till galaxen kan ge en nedre gräns för massprofilen för de yttre kanterna av den mörka halon.

## Bildandet av galaktiska halor
Bildandet av stjärnhalor sker naturligt i en modell med kall mörk materia av universum där utvecklingen av system som halor sker nerifrån och upp, vilket innebär att galaxernas storskaliga struktur bildas med början från små objekt. Halor, som består av både baryonisk och mörk materia, bildas genom att slås samman med varandra. Det finns bevis som tyder på att bildandet av galaktiska halor också kan bero på effekterna av ökad gravitation och närvaro av primordiala svarta hål. Gasen från halofusioner går mot bildandet av de centrala galaktiska komponenterna, medan stjärnor och mörk materia stannar kvar i den galaktiska halon.
Å andra sidan tros haloen i Vintergatan härröra från Gaia-korven.